# Четиринадесети конгрес на БКП
Четиринадесетият конгрес на Българската комунистическа партия е извънреден конгрес, провел се в София между 30 януари и 2 февруари 1990 г.
Присъстват 2804 делегати. Дневният ред на конгреса е: Политически доклад на ЦК на БКП – обновлението на партията за изграждане на демократично социалистическо общество в България; приемане на нов Устав на БКП и избор на централни ръководни органи на партията. Конгресът утвърждава политическа декларация – „Манифест за демократичен социализъм в България“ и приема нов Устав на партията. Предвидени от новия Устав, за пръв път са избрани Висш партиен съвет (ВПС) от 153 души, Централна комисия по партийна етика (ЦКПЕ) от 31 души, Централна финансово-ревизионна комисия (ЦФРК) от 51 души и Комисия за изработване на предизборната платформа на БКП. Това е и последният конгрес в историята на Българската комунистическа партия преди тя да се преименува в Българска социалистическа партия.